# 俄罗斯人民同盟
俄罗斯人民同盟（羅馬化：Soyuz russkogo naroda; СРН/SRN）是俄罗斯帝国时期极右民族主义政党，是1905至1917年间黑色百人团运动中最重要的政党。人民同盟1905年10月成立，目的是为将人民团结在“大俄罗斯民族主义”与沙皇之下。持反社会主义、反自由主义，尤为反犹太主义的观点。1906年，有30多万名成员。它的准军事武装被称为“黑色百人团”，常在街道上与革命者作暴力斗争。它的领导人曾组织一系列对支持1905年俄国革命的政党的议员和其他代表的政治暗杀。1917年革命后，联盟被解散，其领袖亚历山大·杜布罗文也被捕。